# Rychnov u Jablonce nad Nisou
Rychnov u Jablonce nad Nisou (Duits: Reichenau) is een Tsjechische stad in de regio Liberec, en maakt deel uit van het district Jablonec nad Nisou.
Rychnov u Jablonce nad Nisou telt 2359 inwoners.
Reichenau was tot 1945 een plaats met een overwegend Duitstalige bevolking. Na de Tweede Wereldoorlog werd de Duitstalige bevolking verdreven.

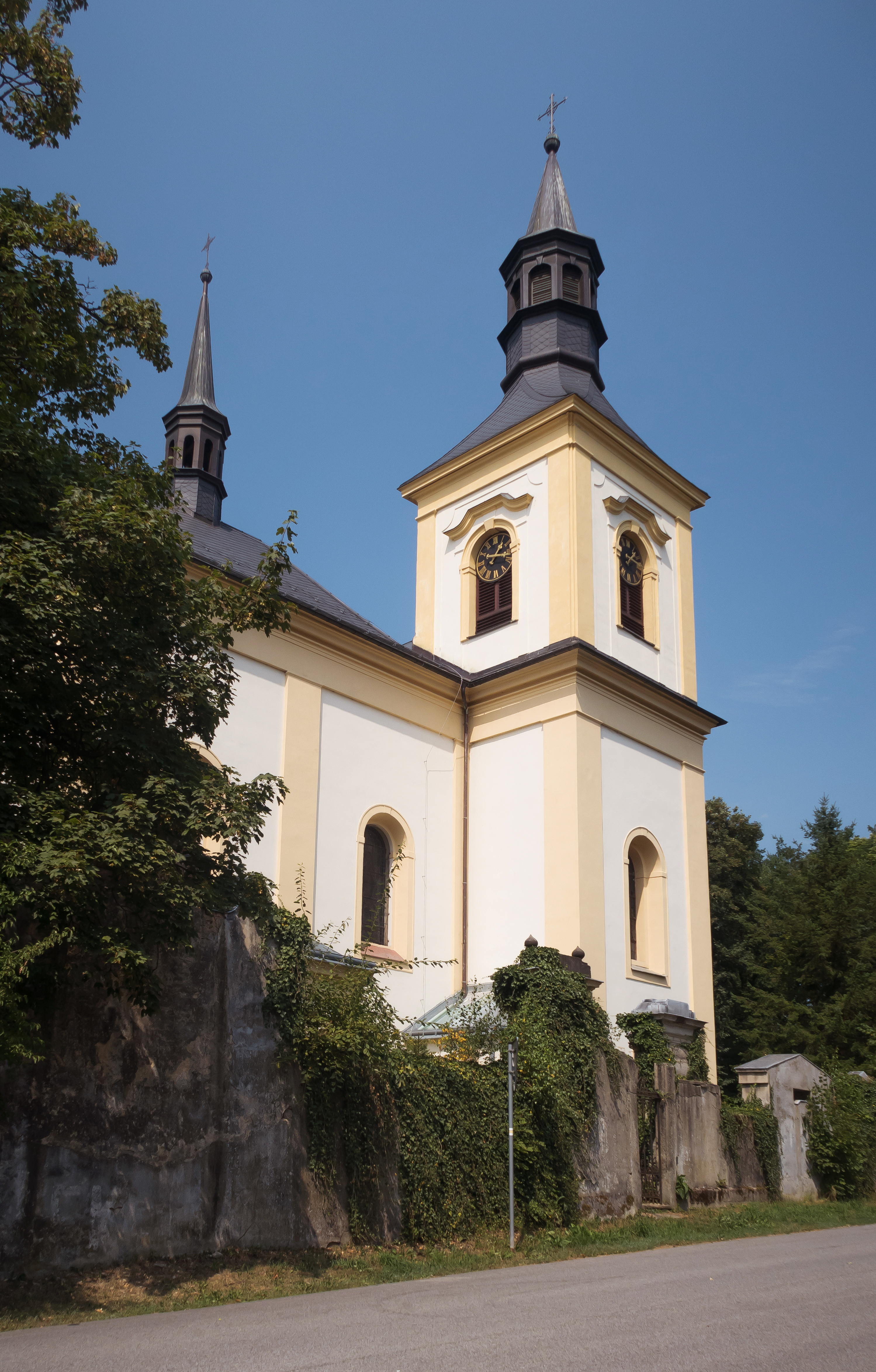
Rychnov u Jablonce nad Nisou, kerk: kostel svatého Václav

Albrechtice v Jizerských horách · Bedřichov · Dalešice · Desná · Držkov · Frýdštejn · Harrachov · 
Jablonec nad Nisou · Janov nad Nisou · Jenišovice · Jílové u Držkova · Jiřetín pod Bukovou · Josefův Důl · Koberovy · Kořenov · Líšný · Loužnice · Lučany nad Nisou · Malá Skála · Maršovice · Nová Ves nad Nisou · Pěnčín · Plavy · Pulečný · Radčice · Rádlo · Rychnov u Jablonce nad Nisou · Skuhrov · Smržovka · Tanvald · Velké Hamry · Vlastiboř · Zásada · Zlatá Olešnice · Železný Brod